# Palaquium regina-montium
Palaquium regina-montium är en tvåhjärtbladig växtart som beskrevs av Francis S.P. Ng. Palaquium regina-montium ingår i släktet Palaquium och familjen Sapotaceae. Inga underarter finns listade i Catalogue of Life.